# Пижма тысячелистная
Пи́жма тысячели́стная (лат. Tanacétum millefólium) — вид травянистых растений рода Пижма семейства Астровые.

## Распространение и среда обитания
Родом из Сибири, Европы, Кавказа, и Западной Азии. Распротранена в степях, на каменистых и известняковых склонах.

## Ботаническое описание
Короткокорневищный полурозеточный многолетник 15–50 см высотой, стебли в числе 1–3. Обычно серовато-зеленый от обильного опушения из прилегающих двураздельных и простых волосков. Стебли немногочисленные, прямостоячие, слабо облиственные, разветвленные в верхней части. Листья очередные, крупные, в очертании продолговато-линейные, стеблевые сидячие, дваждыперисторассечённые. Обычно до 10-14 см длиной и 2 см шириной, на длинных черешках, с дважды перисторассеченной пластинкой. Конечные дольки ланцетно линейные, до 1.5 мм длиной, на верхушке коротко заостренные. Стеблевые листья сильно уменьшенные, сидячие. Корзинки в числе 3–10, собранные на ножках до 10 см длины, в рыхловатое, щитковидное соцветие. Обертки 7-10 мм в диаметра и 4-5 мм высотой. Листочки по краю с довольно широкой, светлой, перепончатой каймой. Краевые пестичные цветки - язычковые, желтые, с отгибом до 3 мм длины и 2 мм ширины. Семянка 2.5 мм длины и 0.7 мм ширины, с 5-9 ребрами и неправильно зубчатым по краю цельным паппусом до 0.5 мм длины. Плоды – семянки с 5–8 рёбрышками, на верхушке – с очень короткой, по краю зубчатой коронкой. Цветение в июне–июле.